# José de Freitas

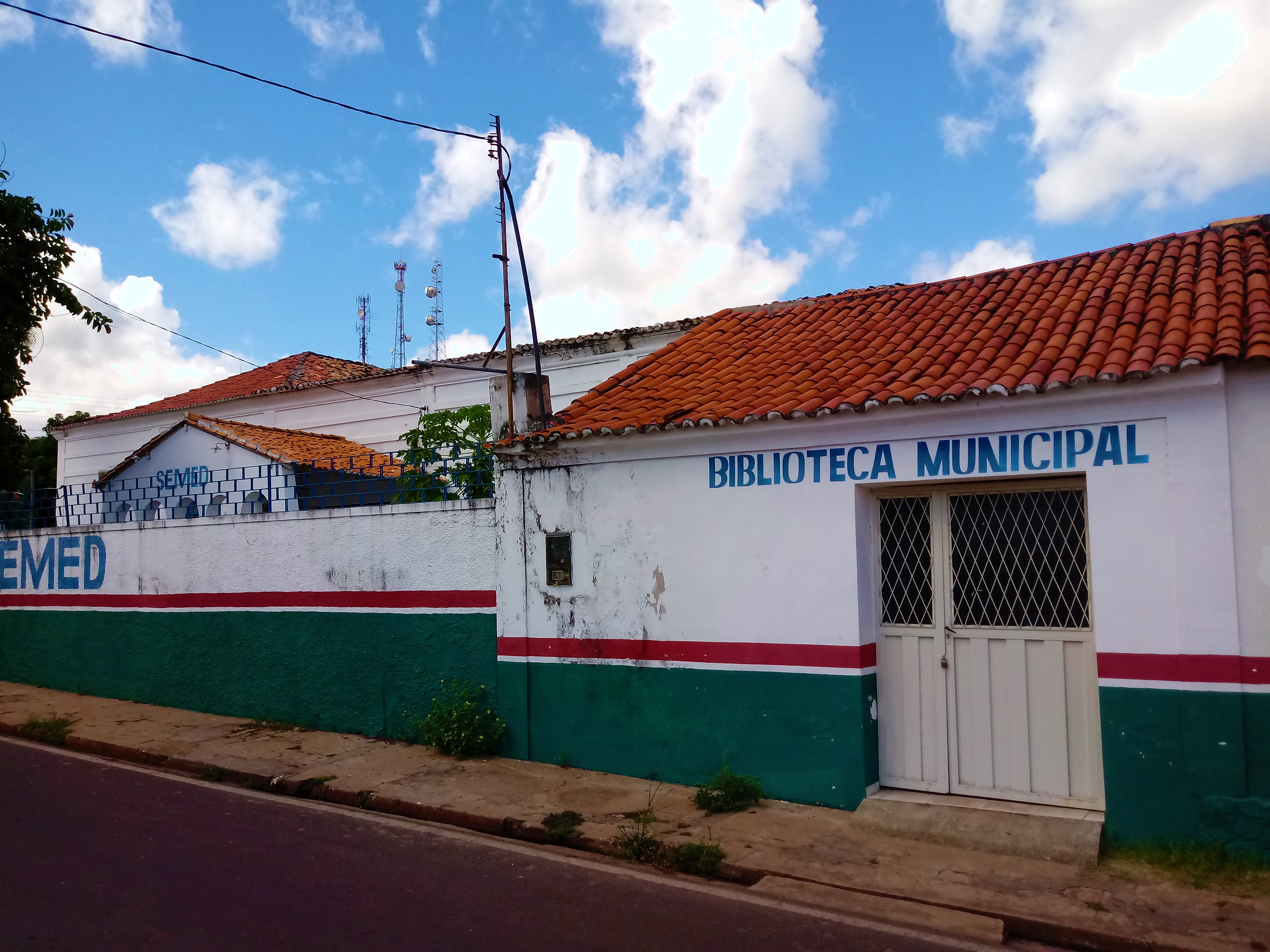
Biblioteca Municipal de José de Freitas.

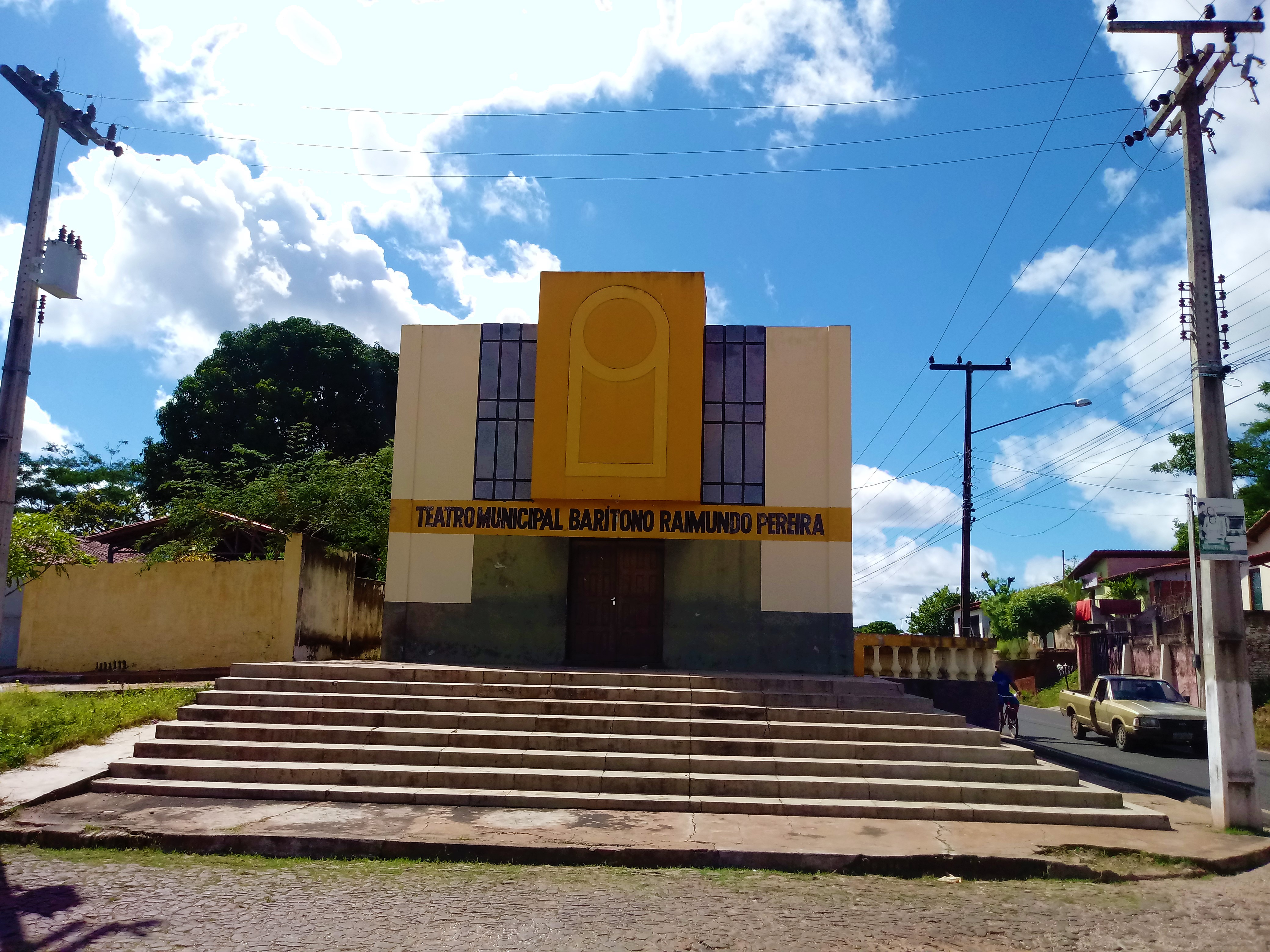
Teatro Municipal

José de Freitas é um município brasileiro do estado do Piauí.

## História
A estrutura embrionária da cidade de José de Freitas, foi a fazenda Boa Esperança, cujo proprietário era o português Francisco da Cunha Castelo Branco. No dia 23 de março de 1877, através da Lei Provincial nº 945, a fazenda Boa Esperança recebeu o nome de Vila do Livramento. O ato solene só ocorreu em 7 de abril de 1878. Alguns anos depois, pelo Decreto nº 1.186, de 18 de março de 1931, por meio do cidadão Joaquim Lemos Cunha - oficial do Exército, designado interventor provisório do Piauí -, a Vila do Livramento passou a ser cidade, recebendo o nome de José de Freitas. Por volta do ano de 1700 Francisco da Cunha Castelo Branco instalou a Fazenda Boa Esperança nas terras que atualmente compreendem a cidade de José de Freitas, sendo considerado o fundador do município. Na época do domínio português as povoações sofriam processo evolutivo, ou seja; atos legais e formais das autoridades constituídas geravam elevação de categoria sobre a estrutura de uma fazenda ou povoação já existente. Dessa forma, a cidade de José de Freitas, sofreu esse processo evolutivo. A fazenda Boa Esperança deu origem a Capela a Capela deu origem a Paróquia (freguesia), a Paróquia deu origem a Vila e a Vila deu origem ao atual município de José de Freitas PI.
A Casa das Contendas e a fazenda Boa Esperança, esta última que foi situada nas proximidades do tradicional Olho D'Agua, eram fazendas de Francisco da Cunha Castelo Branco, que se instalara como fazendeiro nas terras que pertenciam a região de Santo Antonio do Surubim de Campo Maior. 
Na luta da Independencia do Brasil, ocorreu em Campo Maior-PI a Batalha do Jenipapo, onde as forças militares do português João Jose da Cunha Fidié saíram derrotados. Quando da fuga, Fidié e seus homens instalaram acampamento no morro que fica no centro da cidade de José de Freitas e permaneceu durante 8 dias. Em seguida se desloca em direção a União e Caxias, no Maranhao, onde foi batido e preso.
O Municipio de Jose de Freitas, desde seus primórdios teve a sua formação vinculado a  fazenda, cultura do vaqueiro e a religião católica/Igreja. Ao redor da capela e fazenda formou-se a povoação primitiva 

## Geografia/ População
O município localiza-se na Região Integrada de Desenvolvimento da Grande Teresina a uma latitude 04º45'23" sul e a uma longitude 42º34'32" oeste, estando a uma altitude de 138 metros. É a 10ª cidade mais populosa do Estado do Piauí. Segundo o censo demográfico de 2022 a cidade tem a população estimada em 42.575 habitantes .
- Lista de Bairros: 
- Centro (José de Freitas)
- Cidade Nova
- Deus me deu
- Gusmão
- Ipiranga
- Marmelada
- Matadouro
- Mutirão
- Pitombeira
- Santa Luzia
- Santa Rosa
- Santo Antonio
- São Fernandes
- São Sebastião
- São Pedro
- Simpatia
- Suco de Uva
- Tijuca

Na zona rural, existem os povoados de Ema, Olinda, Saco dos Sabinos, entre outros.

## Educação
O município de José de Freitas tem destaque na educação. Os munícipes freitenses dispõe de um Campus da Universidade Estadual do Piauí (UESPI) (Centro de Treinamento) , Um campus da Instituto Federal do Piauí-IFPI  e uma Escola Agrotécnica, localizada no Povoado Ema, cerca de 15 km do centro da cidade. Na rede privada o município conta com 03 escolas particulares de ensino infantil, fundamental e médio, além de uma filantrópica de educação infantil.

## Turismo
A cidade de José de Freitas tem o tradicional Festejo da Padroeira da cidade, Nossa Senhora do Livramento, promovido pela Santa Igreja Católica. A Festa Cristã ocorre anualmente entre os dias 06 e 15 de Agosto, atraindo grande número de fiéis de municípios vizinhos que vem agradecer a Deus os milagres recebido D'ele pelas mãos de Nossa Senhora do Livramento, movimentando assim o turismo religioso.
Além do novenário da Paróquia de Nossa Senhora do Livramento, há na zona rural, um turismo ganhou força nos últimos anos, com o crescimento da população de povoados, acessibilidade e surgimento de novos empreendimentos. A aproximadamente 30 km da sede do município, na localidade Morada Nova, está localizada a Vila Pagã, espaço cultural e religioso que recebe centenas de visitantes anualmente, que podem acampar, participar de eventos culturais, visitar monumentos, fazer trilhas e ter contato com a natureza.
O Morro do Fidié é uma atração turística com muito valor agregado, enriquecendo o patrimônio turístico de José de Freitas. É um Projeto da Secretaria Municipal do Meio Ambiente e Turismo – SEMAT, patrocinado pela Prefeitura Municipal. No cume do morro também há um pequeno Mirante que proporciona aos visitantes a vista de toda a cidade e até da serra de Santo Antônio no município de Campo Maior.
Além da imagem de Cristo, do mirante, do visual da cidade, da enorme escadaria, da imagem da santa e da arte de João Oliveira, das trilhas naturais, o Morro do Fidié conta também com um memorial constituído pela história do Major Fidié e a Batalha do Jenipapo, e pela história política do município de José de Freitas. A escadaria do Morro possui 140 Degraus.
A Barragem do Bezerro, localizada na zona rural do município de José de Freitas a cerca de 03 km do centro da cidade, é um dos lugares mais procurados por turistas do centro-norte do Estado do Piauí, sendo uma boa opção para descansar, pescar e andar de jet ski. O local conta com barracas para atender os visitantes.
Outra grande atração de José de Freitas é a festa do Zé Pereira, o pré-carnaval realizado um final de semana antes deste, que atrai foliões de municípios vizinhos em uma grande festa, onde os participantes usam fantasias inusitadas. Em 2020 o evento atraiu mais de 20 mil foliões em dois dias de evento e contou com atrações nacionais nos palcos.

## Lista de prefeitos
Alguns ex-prefeitos de José de Freitas (lista a completar):
- José Rodrigues de Almendra da Fonseca Freitas
- Antônio Almendra Freitas
- José Batista da Costa
- Antônio da Costa Carvalho
- Joaquim Fortes Castello Branco
- Ivan Tito de Oliveira
- Benedito Batista da Costa(Bina Batista)
- Antônio da Costa Carvalho
- Antônio Craveiro de Melo
- Astrubal de Sousa Martins
- Maria Assunção Furtado de Vasconcelos
- Edgar Freitas de Almendra Gaioso
- Ferdinand Carvalho de Almendra Freitas
- Jacob Sampaio Almendra
- Ari da Costa Carvalho
- Francisco Rodrigues de Sousa(vereador presidente da Câmara municipal, assumiu a prefeitura por 30 dias devido ao falecimento do prefeito Ferdinand Freitas e também do vice-prefeito Ari da Costa Carvalho).
- João Craveiro de Melo
- Onofre Felinto Filho
- Ferdinando Freitas
- José Gerardo Pontes Linhares (1 de janeiro de 1989 a 6 de julho de 1990 ao ser assassinado. Era natural de Sobral)
- José Craveiro do Nascimento
- Fernando de Almendra Freitas (1993 - 1996)
- Ricardo Camarço (1997 - 2000)
- Pedro Paulo (2001-2004)
- Robert de Almendra Freitas (2005 - 2010)(cassado em 2010 por corrupção eleitoral)
- Ricardo Camarço. (2010 - 2012) (assumiu após a cassação do prefeito anterior)
- Josiel Batista (2013-2016)
- Roger Coqueiro Linhares( 2017- 2020)/( Filho do Ex-Prefeito, Dr. Gerardo Linhares)
- Antônio Abreu Costa (01 à 20 novembro 2019)
- Roger Coqueiro Linhares (2021 - 2024) reeleito com recorde de votos
- Pedro Gomes dos Santos Filho (prefeito eleito 2025 - 2028)

## Galeria de imagens

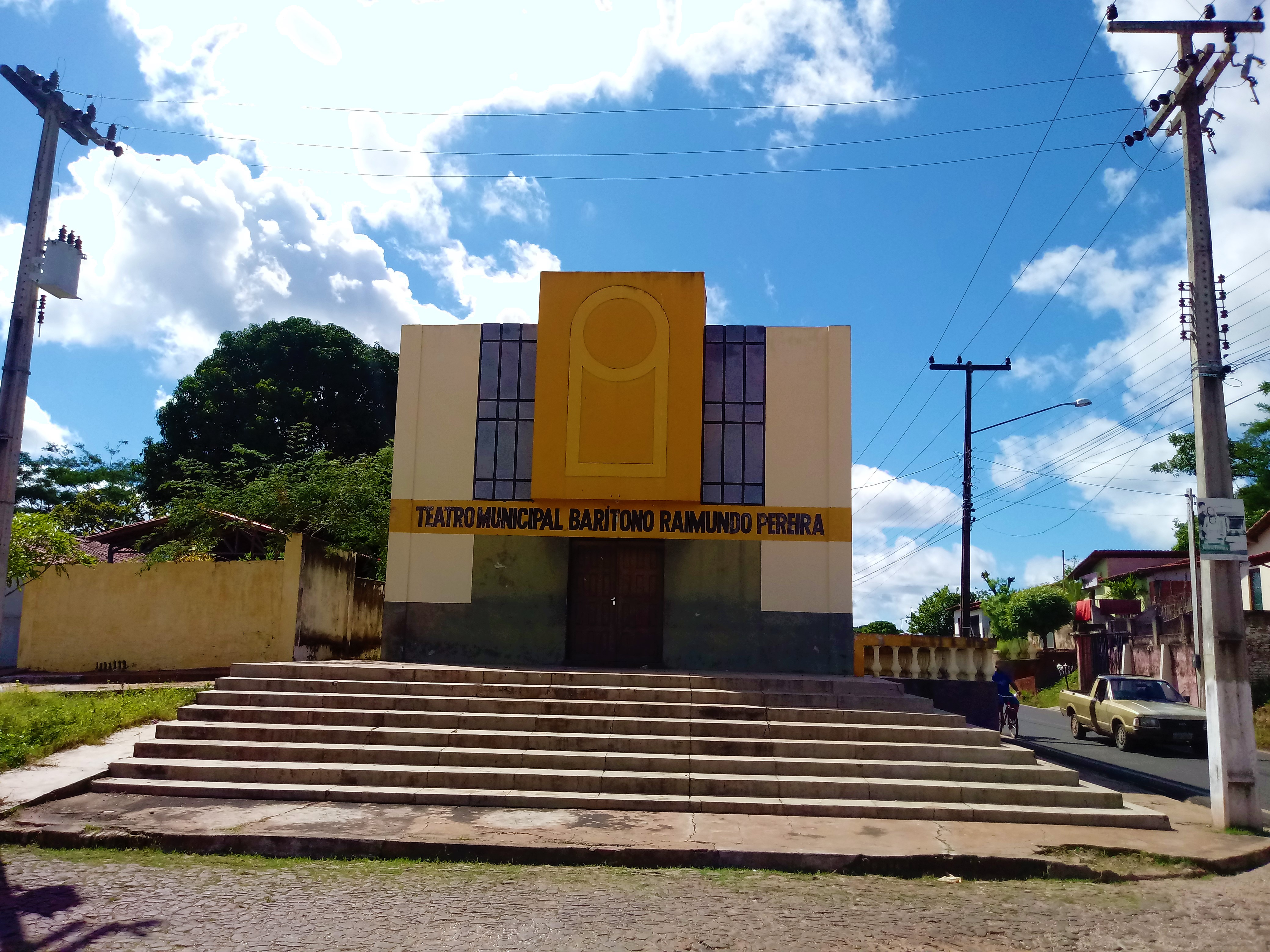
Teatro Municipal de José de Freitas.
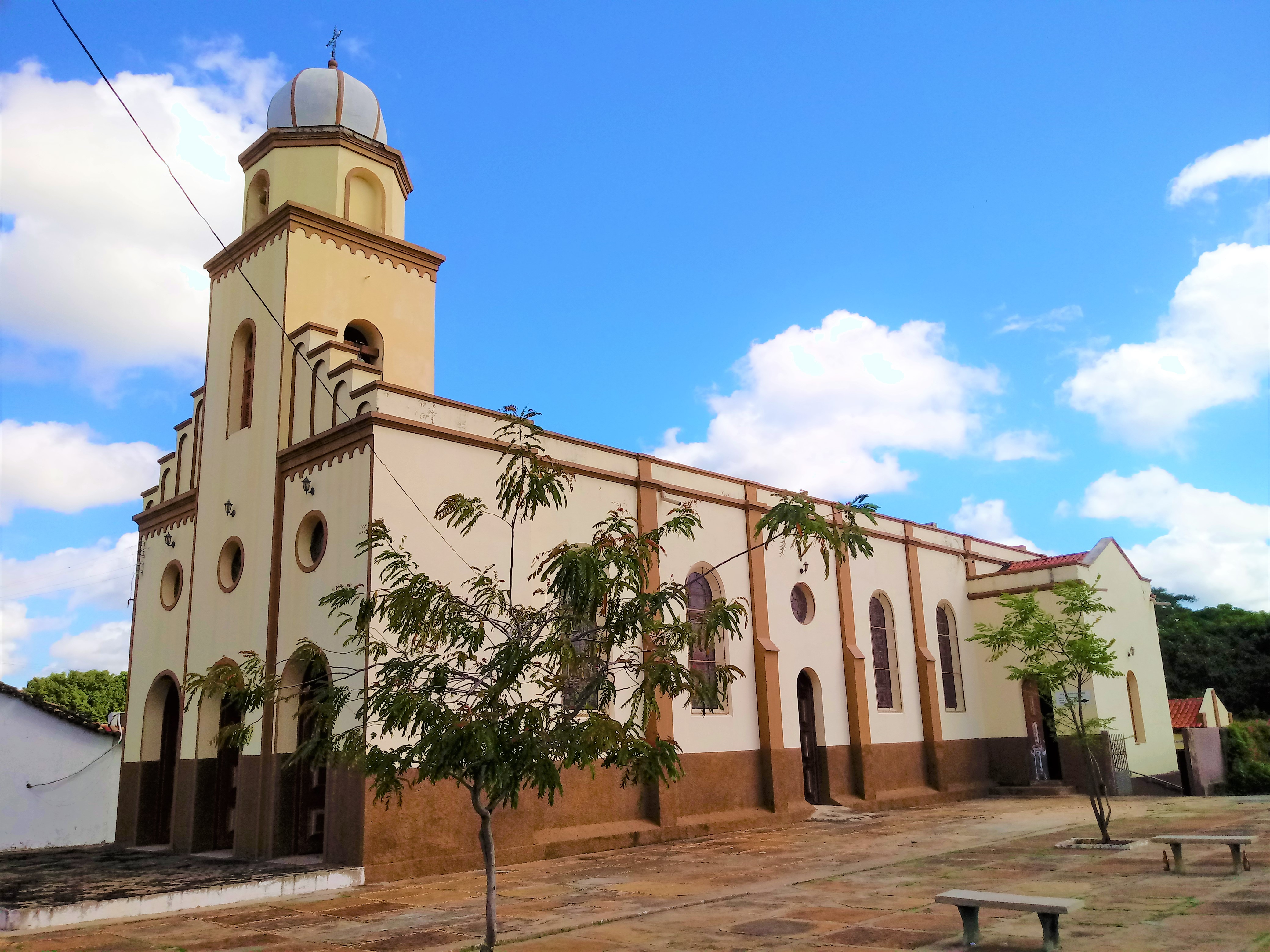
Igreja de São Francisco das Chagas.
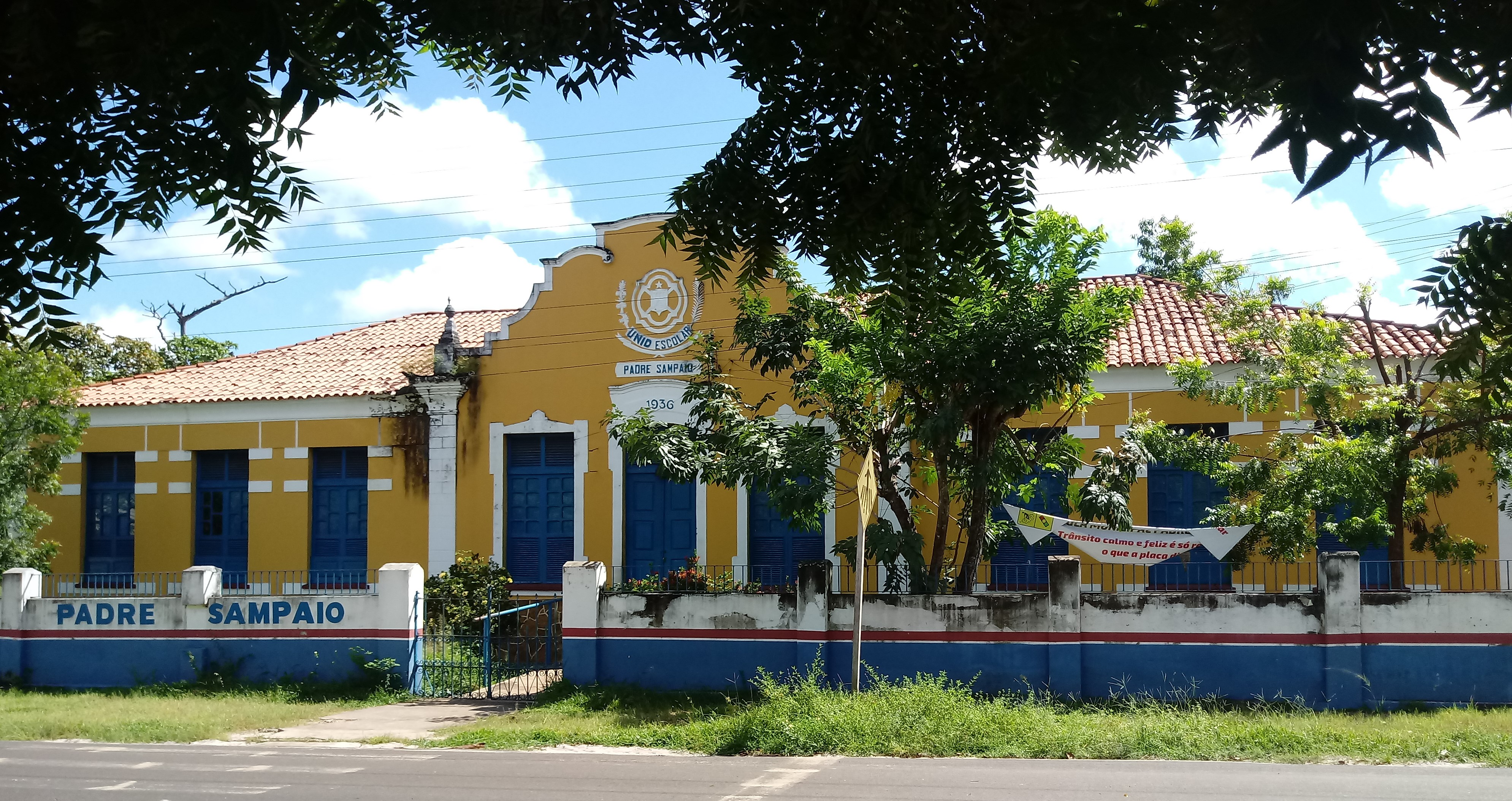
Tradicional edificação da Unidade Escolar Padre Sampaio.
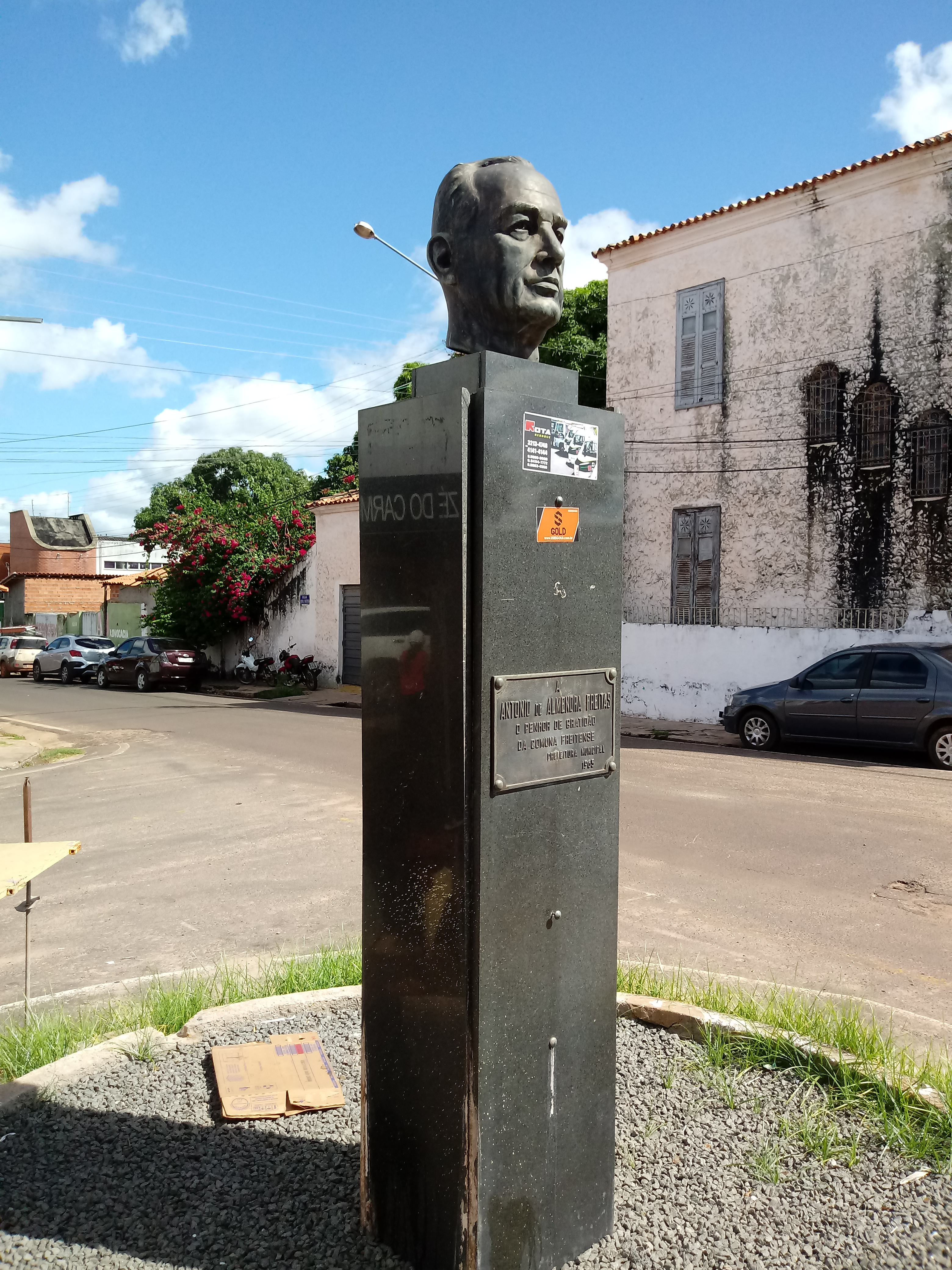
Monumento bustal a Antonio de Almendra Freitas.
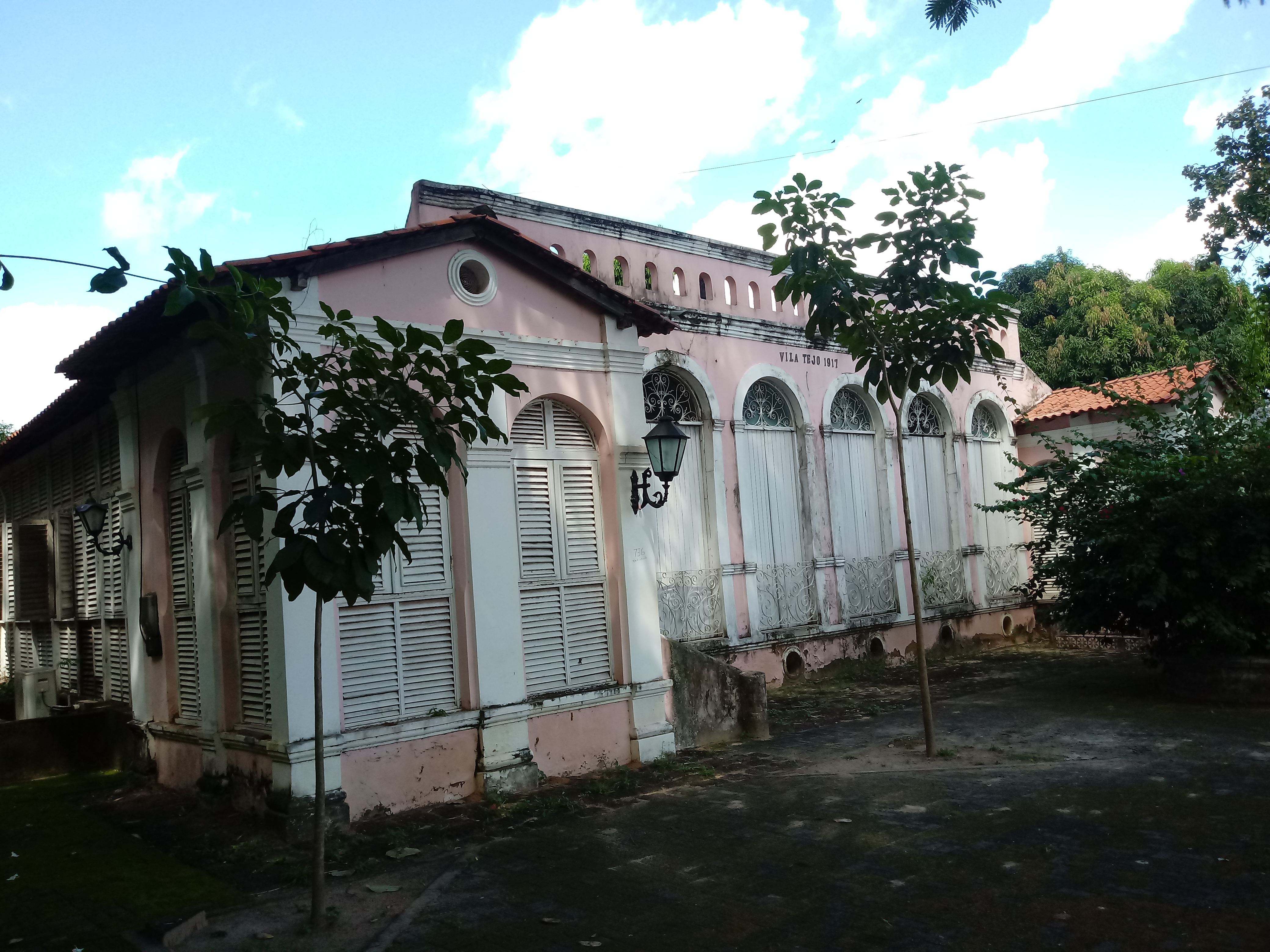
Chalé Vila Tejo, uma construção de 1917 que faz parte do patrimônio histórico do município.
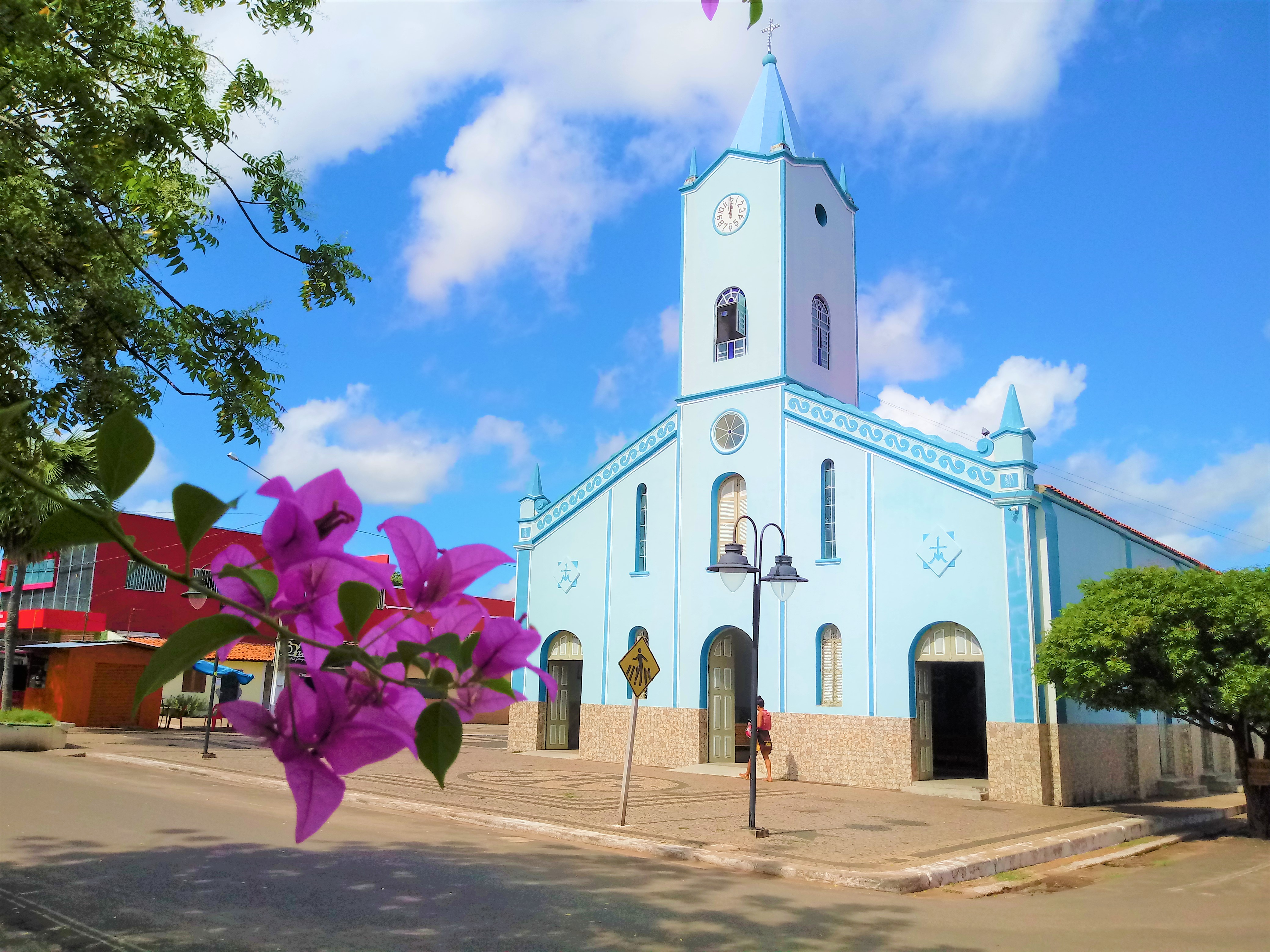
Igreja da paróquia de Nossa Senhora do Livramento.